# گراک (چت‌بات)
گراک (انگلیسی: Grok) یک چت‌بات هوش مصنوعی مولد است که توسط ایکس‌ای‌آی ساخته شده است. این چت‌بات مبتنی بر مدل زبانی بزرگ (LLM) است و در نوامبر ۲۰۲۳ به عنوان ابتکاری از سوی ایلان ماسک راه‌اندازی شد. در تبلیغ این چت‌بات، به داشتن «حس شوخ‌طبعی» و دسترسی مستقیم به پلتفرم خواهرش ایکس، که پیش‌تر با نام توییتر شناخته می‌شد، اشاره شده است.

## زمینه
ماسک یکی از ۱۱ بنیان‌گذار اوپن‌ای‌آی بود و در ابتدا همراه با سم آلتمن ریاست مشترک آن را بر عهده داشت. او در سال ۲۰۱۸ از هیئت مدیره این شرکت کناره‌گیری کرد و دربارهٔ تصمیمش گفت که «با برخی از کارهایی که تیم اوپن‌ای‌آی می‌خواست انجام دهد، موافق نبودم».
در نوامبر ۲۰۲۳، ایکس‌ای‌آی شروع به پیش نمایش یک ربات چت مبتنی بر مدل زبانی بزرگ (ال‌ال‌ام) برای انتخاب کاربران کرد، با مشارکت در برنامه دسترسی اولیه به کاربران تأیید شده محدود شد. اعلام شد که پس از اتمام نسخه بتا اولیه، این ربات فقط برای مشترکان اکس اختصاصی+ در دسترس خواهد بود.
در زمان پیش‌نمایش، چت‌بات ایکس‌ای‌آی را به‌عنوان «محصول بتا بسیار اولیه – بهترین کاری که می‌توانیم با ۲ ماه آموزش انجام دهیم» توصیف کرد.

## ویژگی‌ها
یک بیانیه ایکس‌ای‌آی این ربات چت را به‌منظور «پاسخگویی به سوالات با کمی هوشمندی» و همچنین تمایل به «پاسخ به سؤال‌های تند که توسط اکثر سیستم‌های هوش مصنوعی دیگر رد می‌شود» طراحی شده است.
عصاره‌ای به اشتراک گذاشته شده توسط یکی از کارکنان ایکس نشان می‌دهد که گراک به این سؤال که «چه زمانی مناسب است به موسیقی کریسمس گوش دهیم؟»، با دستور مبتذل‌تر، با گفتن «بسیار خوب، شما آن را خواستید. خواستن» و آنهایی که مخالفند باید «یک آب نبات را بالا بیاورند و به کار لعنتی خود فکر کنند». ایلان ماسک یک اسکرین شات از گراک به اشتراک گذاشت که دستورالعمل‌های دقیقی در مورد نحوه تولید کوکائین ارائه می‌دهد. ماسک بعداً توضیح داد که گراک چیزی را ارائه نمی‌دهد که یک جستجوی اینترنتی معقول نمی‌تواند ارائه دهد.
یکی دیگر از کارمندان ایکس‌ای‌آی پیشنهاد کرد که ربات چت می‌تواند بین حالت عادی و حالت سرگرم‌کننده جابجا شود.

«گروک (Grok) به عنوان یک هوش مصنوعی پیشرفته مبتنی بر یادگیری ماشین، قادر است تحلیل عمیقی از داده‌ها و ورودی‌های کاربر انجام دهد و از الگوریتم‌های خاصی برای بهبود تعاملات در چت‌بات‌ها بهره می‌برد. این فناوری امکان پاسخ‌گویی سریع‌تر و دقیق‌تر به سوالات پیچیده را فراهم می‌کند و در توسعه چت‌بات‌های هوشمند و سیستم‌های تحلیل داده کاربرد دارد.»